# Capelle Schollevaar
Capelle Schollevaar – przystanek kolejowy w Capelle aan den IJssel, w prowincji Holandia Południowa, w Holandii. Został otwarty 31 maja 1981 roku. Znajduje się na linii kolejowej pomiędzy Rotterdamem a Utrechtem, pomiędzy przystankami Rotterdam Alexander i Nieuwerkerk aan den IJssel.